# Capsorubine
La capsorubine est un colorant rouge naturel de la classe des xanthophylles. Ce caroténoïde présent dans le poivron rouge (Capsicum annuum) est un des constituants de l'oléorésine de paprika. On le trouve également dans certaines espèces de lys.
Utilisée comme colorant alimentaire, la capsorubine est désignée par le numéro « E160c(ii) ».